# William O'Connor
William Scott O'Connor (Pittsburgh, Pennsilvània, 23 de maig de 1864 - Manhattan, Nova York, 16 de gener de 1939) va ser un tirador d'esgrima estatunidenc de primers del segle xx.
El 1904 va prendre part en els Jocs Olímpics de Saint Louis, on guanyà la medalla de plata en la modalitat de singlestick del programa d'esgrima.